# 親日反民族行為真相糾明委員会
親日反民族行為真相糾明委員会（しんにちはんみんぞくこういしんそうきゅうめいいいんかい）とは大韓民国大統領直属の国家機関である。韓国国会の制定した「日帝強占下反民族行為真相糾明に関する特別法」に基づいて設置された。2005年に発足し、2009年11月30日をもって活動は終了している。

## 役割
日露戦争から1945年8月15日までに親日活動を行なった者を選定・調査して、その調査対象者の親日行為を認定、親日行為に関する史料の編纂などを行う。

## 沿革
- 2004年3月22日 - 「日帝強占下親日反民族行為真相糾明に関する特別法」公布。
- 2005年1月27日 - 特別法改正（法律名から“親日”を除く）。
- 2005年5月31日 - 親日反民族行為真相糾明委員会発足[1]。
- 2006年12月6日 - 2006年度調査報告書を公開。親日反民族行為者106人を最終決定[2]。
- 2007年12月6日 - 2007年度調査報告書を公開。親日反民族行為者195人を最終決定[2]。
- 2009年11月30日 - 調査・認定活動を終了。

## 組織
委員会は、委員長（長官級）1人・常任委員（次官級）1人を含めた大統領の任命する11人の委員で構成される。委員のうち4人は国会選出の者、3人は大法院長の指名する者が任命される。

### 事務処
- 処長
  - 調査企画官（処長の補佐）
  - 行政室
  - 運営企画団
    - 運営総括チーム
    - 記録管理チーム

  - 調査1～4チーム
  - 学術研究チーム

## 期限
活動期限は委員会が設置されてから4年と定められ、1回に限り6か月の延長が認められていた（以上、特別法第8条）。結局は発足から4年半後の2009年11月30日に調査活動を終了した。事務処の活動期間は委員会活動終了後3か月までである。